# 1031

## أحداث
- زوال الخلافة الأموية في الأندلس.
- قيام الدولة الجهورية في قرطبة.

## مواليد
- روجر الأول كونت صقلية
- شين كيو

## وفيات
- أبو العباس أحمد القادر بالله